# Our Newest Album Ever!
Our Newest Album Ever! é o segundo álbum de estúdio da banda Five Iron Frenzy, lançado a 11 de Novembro de 1997.

## Faixas
1. "Handbook For The Sellout" - 3:28
2. "Where Is Micah?" - 2:55
3. "Superpowers" - 3:23
4. "Fistful of Sand" - 4:18
5. "Suckerpunch" - 3:32
6. "Kitty Doggy" - 0:41
7. "Blue Comb '78" - 3:04
8. "Banner Year" - 4:13
9. "Second Season" - 3:45
10. "Litmus" - 4:05
11. "Oh, Canada" - 3:15
12. "Most Likely To Succeed" - 3:57
13. "Every New Day" - 4:13
14. "The Godzilla Song" (Faixa escondida) - 2:03

## Créditos
- Reese Roper - Vocal
- Micah Ortega - Guitarra, vocal
- Scott Kerr - Guitarra, vocal
- Keith Hoerig - Baixo
- Andy Verdecchio - Bateria, vocal
- Nathanel Dunham - Trompete, vocal de apoio
- Dennis Culp - Trombone, vocal de apoio
- Leanor Ortega - Saxofone, vocal de apoio